# Adenodolichos anchietae
Adenodolichos anchietae là một loài thực vật có hoa trong họ Đậu. Loài này được (Hiern) Harms miêu tả khoa học đầu tiên.